# Fysingen
Fysingen är en sjö i Sigtuna kommun i Uppland som ingår i Norrströms huvudavrinningsområde. Sjön är 4,5 meter djup, har en yta på 4,76 kvadratkilometer och befinner sig 2 meter över havet. Sjön avvattnas av vattendraget Verkaån. Vid provfiske har en stor mängd fiskarter fångats, bland annat abborre, björkna, braxen och gers.

## Beskrivning
Fysingen är en 4,9 km² stor slättsjö belägen i Sigtuna kommun och Upplands Väsby kommun. Den ingår i Oxundaåns avrinningsområde. Höjd över havet 2 meter och medeldjupet är 2 meter. Längs Fysingens västra strand löper en orörd del av Stockholmsåsen. Fysingen och markerna runt sjön är klassad som riksintresse för den vetenskapliga naturvården och kulturminnesvården. Sjön är en av Stockholms läns främsta fågellokaler. Ön Stora Kyngan och del av Fysingens naturreservat är fågelskyddsområde. Där råder tillträdesförbud mellan 15 april och 30 juni.
Enligt en sammanställning av Fysingegruppen har det setts totalt 245 fågelarter runt sjön genom åren, hela listan finns publicerad på 

## Slott och herresäten vid sjön
Vid sjön Fysingens ständer märks tre större, slottsliknande herrgårdar:
- Skånelaholm slott
- Torsåker slott
- Vallstanäs gård

## Fisk
Vid provfiske har följande fisk fångats i sjön:. Fiskfaunan är tämligen rik. Vid provfiske 2003 påträffades 10 arter.
- Abborre
- Björkna
- Braxen
- Gärs
- Gädda
- Gös
- Löja
- Mört
- Ruda
- Sarv
- Sutare

## Delavrinningsområde
Fysingen ingår i delavrinningsområde (660768-161922) som SMHI kallar för Utloppet av Fysingen. Medelhöjden är 15 meter över havet och ytan är 25,17 kvadratkilometer. Räknas de 4 avrinningsområdena uppströms in blir den ackumulerade arean 112,64 kvadratkilometer. Verkaån som avvattnar avrinningsområdet har biflödesordning 4, vilket innebär att vattnet flödar genom totalt 4 vattendrag innan det når havet efter 54 kilometer. Avrinningsområdet består mestadels av skog (24 procent), öppen mark (21 procent) och jordbruk (26 procent). Avrinningsområdet har 4,75 kvadratkilometer vattenytor vilket ger det en sjöprocent på 18,9 procent. Bebyggelsen i området täcker en yta av 2,12 kvadratkilometer eller 8 procent av avrinningsområdet.

## Bilder

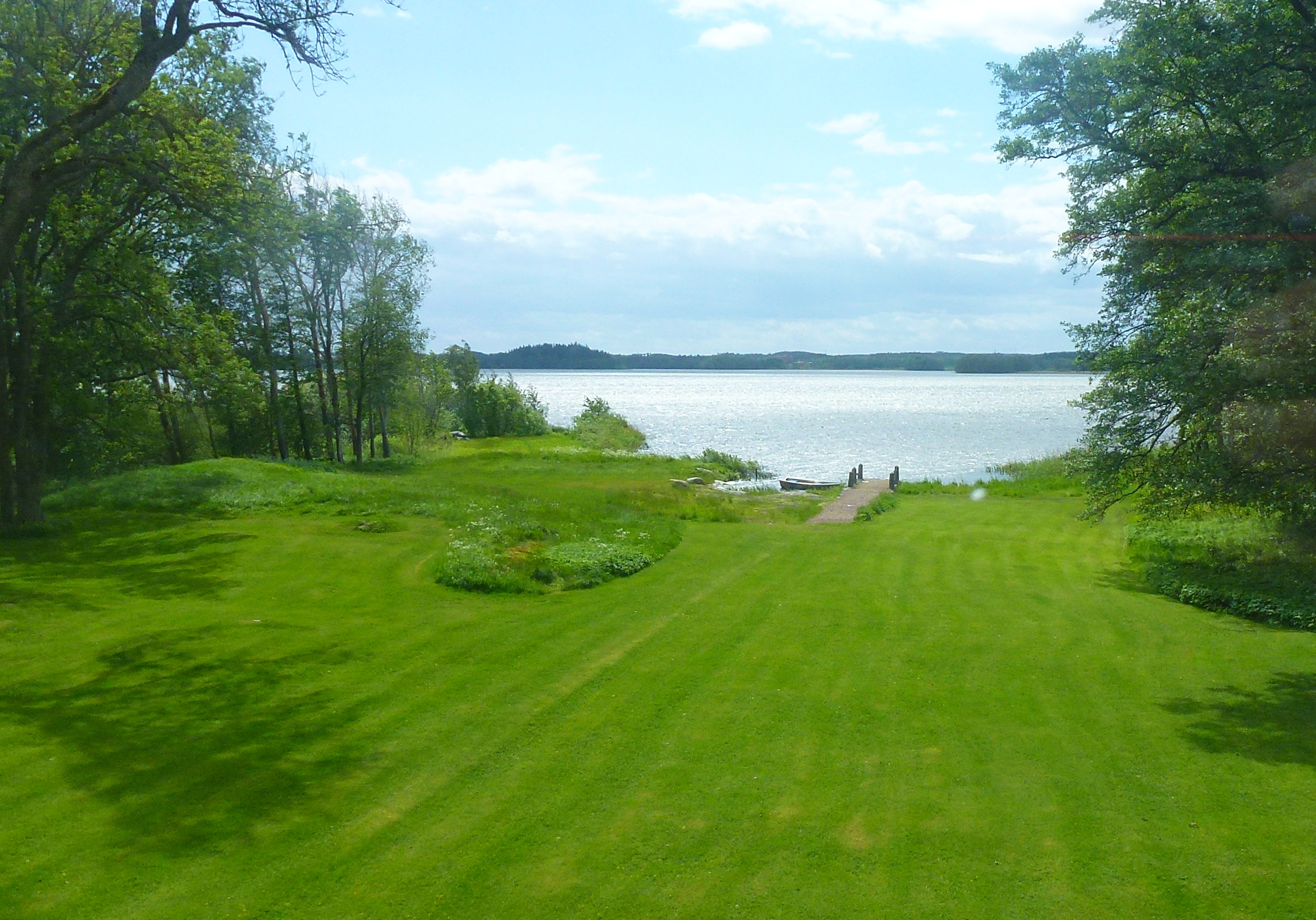
Fysingen från Skånelaholm
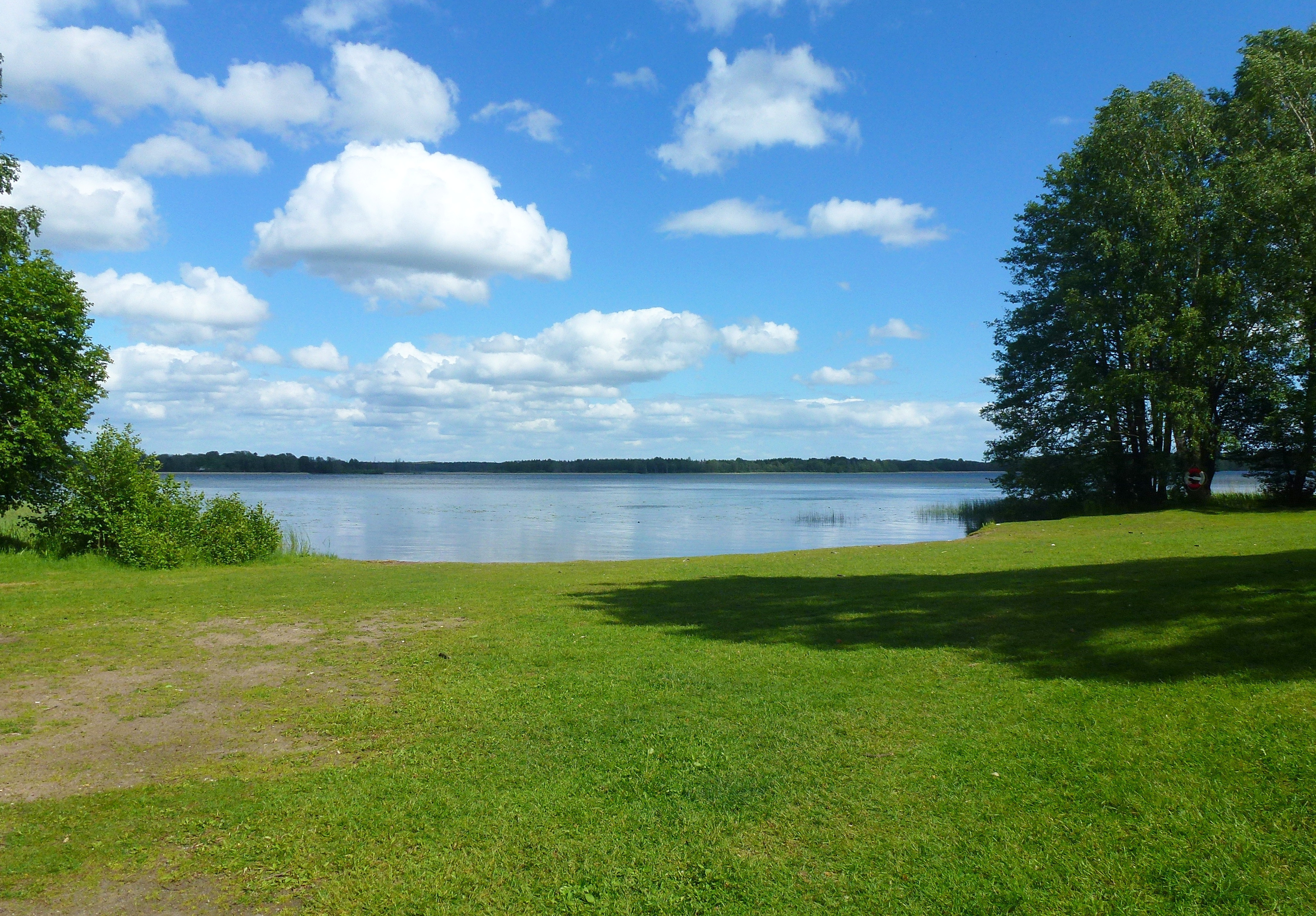
Fysingen, badplats vid Ström
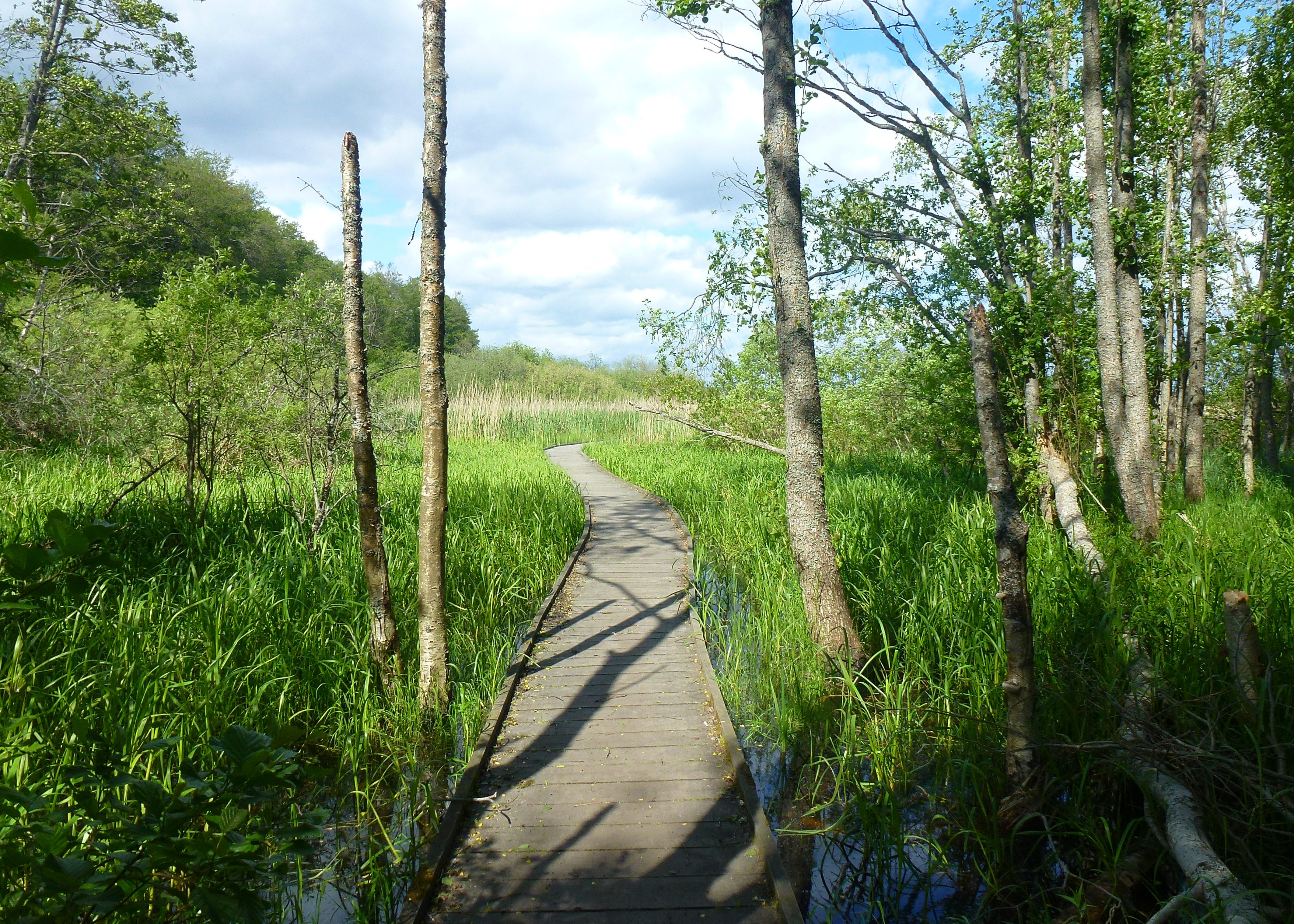
Fysingen, promenadväg
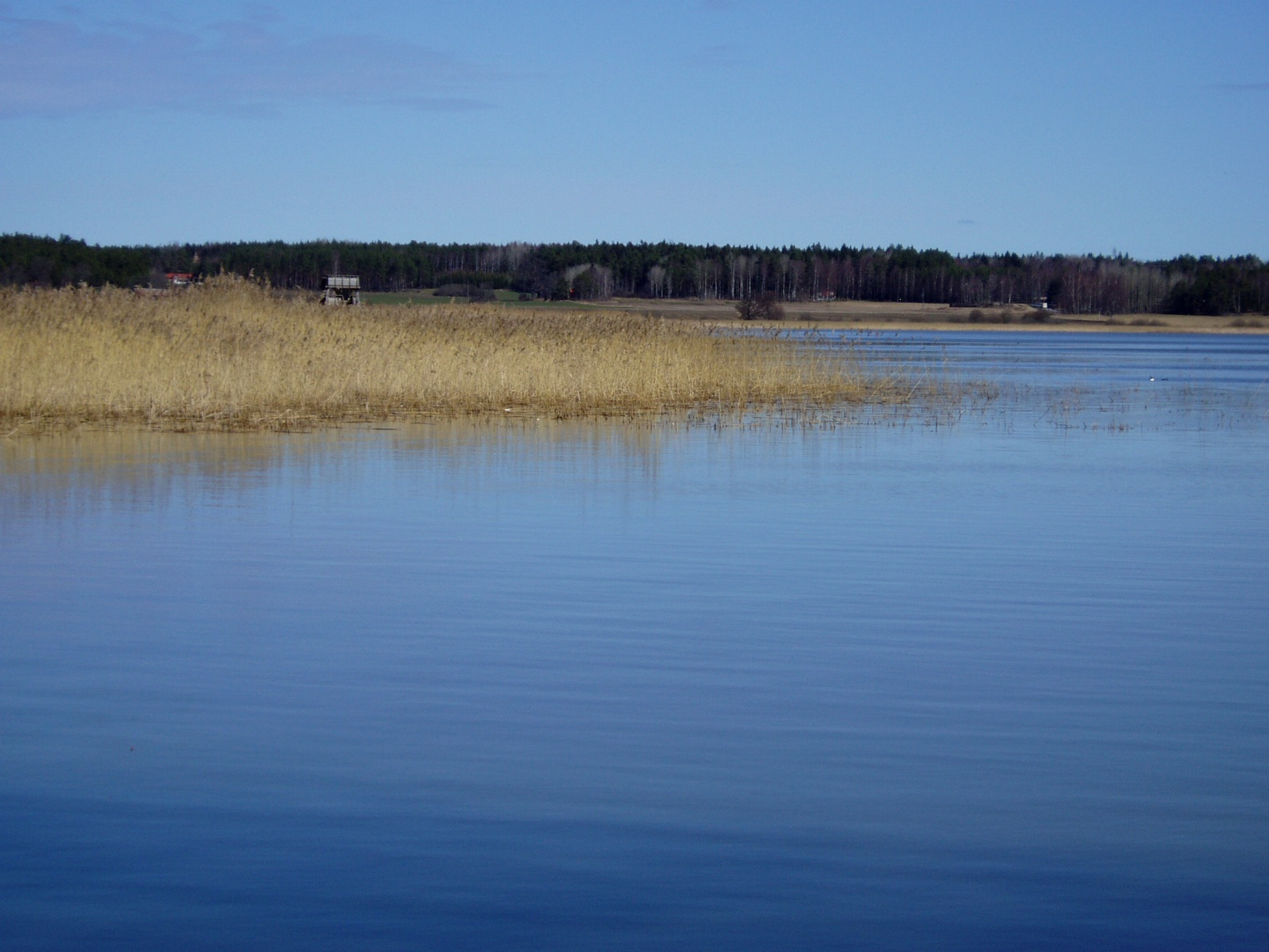
Fysingens nordvästra del med fågeltorn